# Eluvión

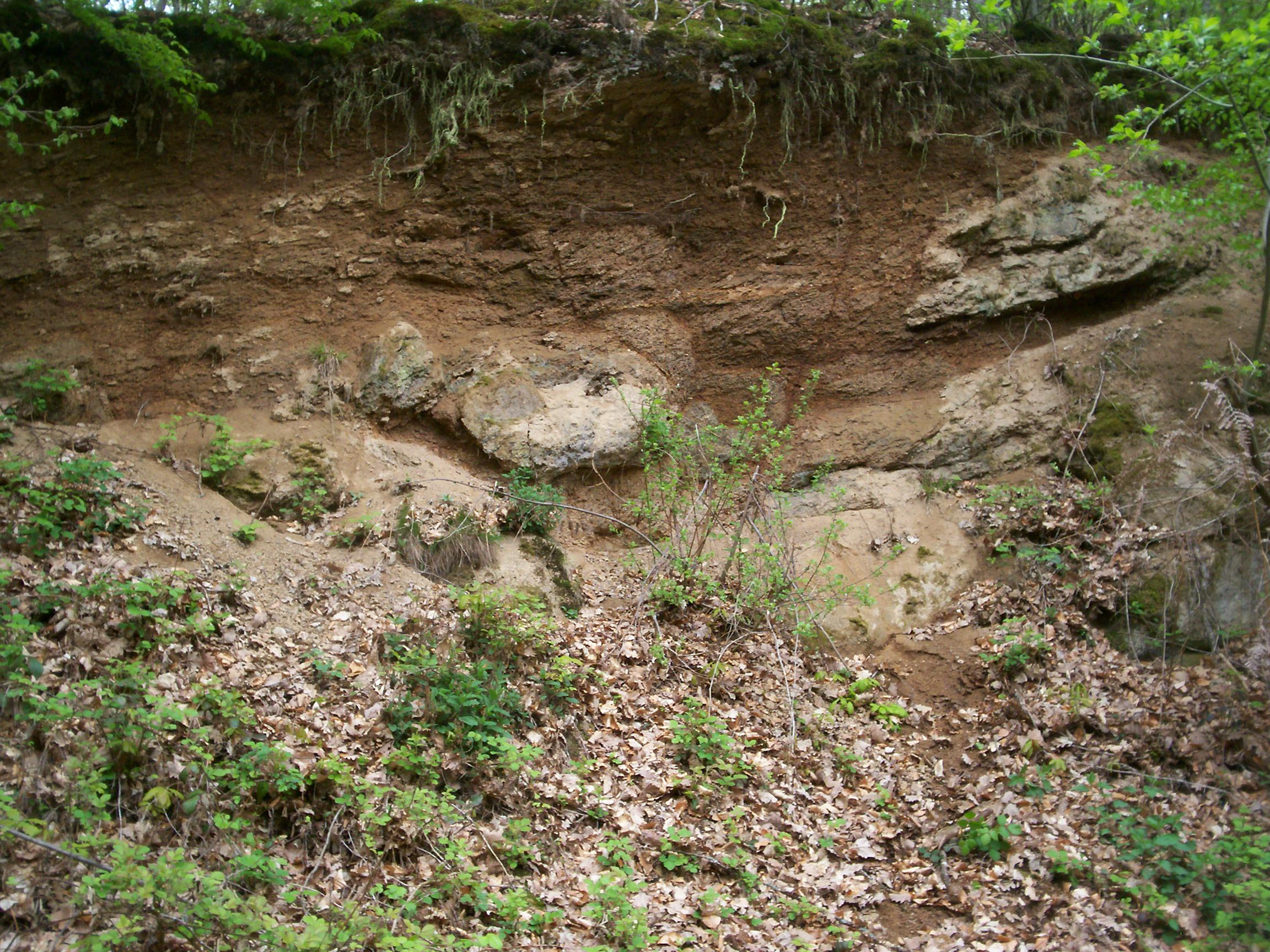
Eluvión producto de la meteorización de granito.

Un eluvión es un depósito de fragmentos de una roca, desagregados por los agentes atmosféricos (meteorización), que han permanecido in situ o muy próximos a la roca madre, lo cual lo distingue del aluvión, que ha sido arrastrado por las aguas y depositado lejos del lugar de su formación. 